# Гений (фильм, 1991)
«Гений» — советский художественный фильм 1991 года производства студии «Ленфильм», который повествует о талантливом изобретателе, ставшем мошенником.

## Сюжет
1991 год. Сергей Ненашев («Гений») — кооператор, при этом талантливый изобретатель, автор множества рацпредложений и обладатель авторских свидетельств, которыми, ввиду их невостребованности, оклеен туалет в его квартире. Однако при помощи своего незаурядного ума он нашёл себе нелегальный приработок. Официально работая в кооперативе по продаже овощей и фруктов, Ненашев зарабатывает мошенничеством: с помощью мелких жуликов Костика, Макара и Пьера он в Одессе знакомится с азербайджанцами, торгующими цветами на рынке по спекулятивным ценам. Далее действие переносится в Ленинград, где Ненашев и его люди сбывают продавцам цветов фальшивые комнатные параболические антенны, чем задевают интересы их покровителя — московского авторитета Гили, известного под кличкой Принц.
Кроме мошенничества с «компакт-параболиками», в арсенале Сергея есть и другие способы криминального обогащения. Так, умело настроив записывающие устройства, он снимает компромат на бизнесмена Баева о его связи с проститутками, а также на директора театра Архипова, фиксируя его гомосексуальную связь с официантом. Этими записями он шантажирует своих жертв и, обманув охотящуюся на него милицию, получает деньги. Милиционеры давно разрабатывают Ненашева, но взять его с поличным не удаётся — Ненашев каждый раз находит остроумный способ обмануть их, при этом никогда не повторяя своих трюков.
Настя — обычная девушка из скромной рабочей семьи с твёрдыми устоями. У неё есть подруга-парикмахерша, у которой Сергей Ненашев постоянно стрижётся и при этом даёт приличные чаевые. Увидев Настю, Сергей влюбляется в неё. Костик, желая угодить шефу, посылает Насте дорогой букет цветов, из-за чего у девушки возникает конфликт с родителями, переходящий в страшный скандал, в результате которого отец выгоняет её из дома, и она уходит к Ненашеву. Позже Настя пытается повлиять на Сергея, чтобы он не имел проблем с законом, однако дальнейшие события начинают развиваться слишком неожиданно и быстро.
Работая в кооперативе Сергея продавцом и регулярно обвешивая простых граждан, Костик, несмотря на неоднократные предупреждения, в очередной раз попадается, после чего потерявший терпение Сергей его увольняет. Оставшись без средств к существованию, Костик уходит к покровителю обманутых кавказцев Гиле-«Принцу» (тем самым предав Сергея). Тот реагирует быстро: похищает дочь Сергея от первого брака, а его самого ставит на «счётчик». Продав всё имущество и заняв огромные суммы у своих сообщников и у родителей Насти, Сергей расплачивается с Гилей. Но тот вместо того, чтобы отпустить девочку, похищает ещё и Настю, требуя теперь новую, более крупную, сумму выкупа, а именно 100 000 долларов США. Понимая, что не сможет расплатиться, Сергей вынужден обратиться в милицию. КГБ СССР давно желают поймать Гилю, а Ненашев для них всего лишь мелкий мошенник. В обмен на помощь Сергей даёт письменные показания, в которых раскрывает все свои нелегальные делишки, после чего в милиции ему выдают нужную сумму, с которой он идёт на встречу с Гилей в его особняке. Однако Гиля заявляет, что этими деньгами дело не закрыто и потребуется кое-что ещё, но что именно — сказать не успевает, так как в это время сотрудники милиции с помощью радиомаяка, спрятанного в костюме Сергея, находят особняк и штурмуют его. Гилю арестовывают. Мормон (охранник Гили) берет в заложники Настю с дочерью Сергея, убивает Костика в перестрелке, после чего погибает сам, застреленный подполковником УБОП Уваровым. Сергей, его дочь и Настя остаются живы. У милиции остаются признания Сергея Ненашева и майор Кузьмин собирается арестовать его, но тут выясняется, что показания исчезли — Сергей написал их симпатическими чернилами.

## В ролях
— главная роль
| Актёр                    | Роль                                                             |
| ------------------------ | ---------------------------------------------------------------- |
| Александр Абдулов        | Сергей Владимирович Ненашев, он же «Картофельный папа» и «Гений» |
| Лариса Белогурова        | Настя Смирнова                                                   |
| Юрий Кузнецов            | Андрей Сергеевич Кузьмин, майор милиции                          |
| Иннокентий Смоктуновский | главарь мафии Гиля, он же «Принц»                                |
| Виктор Ильичёв           | Макар, компаньон Сергея, жулик                                   |
| Аркадий Коваль           | Пьер, компаньон Сергея, жулик                                    |
| Сергей Проханов          | Костик, бывший компаньон Сергея, жулик, перешедший к «Принцу»    |
| Виктор Костецкий         | Иван Важин, майор милиции                                        |
| Владимир Баранов         | лейтенант Николай Рыжов (молодой оперативник)                    |
| Михаил Морозов           | Фёдор Култаков (молодой оперативник)                             |
| Анатолий Кузнецов        | Валентин Смирнов, отец Насти                                     |
| Валентина Талызина       | Любовь Смирнова, мать Насти                                      |
| Георгий Мартиросян       | Мормон, охранник «Принца» (озвучка — Валерий Кравченко)          |
| Ромуальд Макаренко       | Ганжа                                                            |
| Альгис Матулионис        | Уваров, подполковник Шестого управления КГБ СССР                 |
| Виктор Смирнов           | Алексей Николаевич Баев, бизнесмен                               |
| Борис Клюев              | Александр Александрович Архипов, директор театра «На полатях»    |

А также в ролях камео:
Леонид Ярмольник, Андрей Макаревич, Михаил Жванецкий, Юрий Лужков, Елена Батурина, Пётр Подгородецкий, Михаил Задорнов, Александр Градский, Николай Караченцов, Александр Збруев, Олег Газманов, Сергей Станкевич, Михаил Мишин, Сергей Соловьёв, Евгений Болдин.

## Съёмочная группа
- Автор сценария: Игорь Агеев
- Режиссёр: Виктор Сергеев
- Оператор: Сергей Сидоров
- Художник: Евгений Гуков
- Композитор: Эдуард Артемьев